# Голицын, Михаил Павлович
Князь Михаил Павлович Голицын (30 марта 1822 — 5 марта 1868, Санкт-Петербург) — российский вице-адмирал, генерал-адъютант из рода Голицыных. Член главного военно-морского суда, директор Инспекторского департамента морского министерства.

### Биография
Родился в семье камергера князя Павла Алексеевича Голицына (1782—1849) и Варвары Сергеевны Кагульской (1791/4-1875), незаконной дочери графа С. П. Румянцева.
8 апреля 1832 года зачислен в Морской кадетский корпус. 7 января 1837 года произведен в гардемарины. В 1837—1840 годах на 74-пушечном корабле «Александр Невский», фрегате «Прозерпина» и корабле «Березина» крейсировал в Балтийском море.
Окончил Морской корпус с производством 21 декабря 1838 года в чин мичмана. В 1841—1846 годах на пароходофрегатах «Богатырь» и «Смелый» ходил с царём и его родственниками из Кронштадта в Свинемюнде и Каттегат, а также по портам Финского залива.
Окончил Офицерский класс при Морском корпусе с производством 19 апреля 1842 года в лейтенанты. В 1844 году назначен адъютантом начальника Главного морского штаба. В кампанию 1847 года в должности флаг-офицера на корабле «Ингерманланд» крейсировал в Немецком море. В том же году награждён орденом Св. Анны III степени. 30 августа 1848 года произведен в капитан-лейтенанты. В 1849—1850 годах на пароходофрегате «Камчатка» состоял при герцоге Лейхтенбергском и перешёл из Кронштадта на остров Мадейра и в Лиссабон. В 1850 году награждён орденом Св. Анны II степени.
8 апреля 1851 года назначен флигель-адъютантом. В 1851 году на пароходофрегате «Грозящий» перешёл из Кронштадта в Свинамюнде и затем был прикомандирован к образцовому пехотному полку для изучения фронтовой службы. В 1852—1853 годах направлялся по служебным поручениям в Николаев, Севастополь, Измаил и Галац.
Во время Крымской войны участвовал в военных действиях на Дунае и при осаде Силистрии и за отличие награждён орденом Св. Владимира IV степени с мечами и бантом. 11 марта 1854 года «за отличие» произведен в капитаны 2-го ранга. 30 августа 1856 года произведен в капитаны 1-го ранга.
В 1856—1859 годах выполнял служебные и дипломатические поручения в Севастополе, Астрахани и за границей.
19 сентября 1860 года назначен директором Инспекторского департамента морского министерства. 17 октября 1860 года произведен в контр-адмиралы с оставлением в Свите Его Императорского Величества. 30 августа 1862 года награждён орденом Св. Владимира III степени с мечами над орденом. 19 апреля 1864 года награждён орденом Св. Станислава I степени. 27 марта 1866 года награждён орденом Св. Анны I степени. 10 октября 1866 года объявлено Монаршее благоволение «за понесенные труды по званию члена в бывшем комитете по прекращению холеры в С.-Петербурге». 28 октября 1866 года назначен генерал-адъютантом. 27 ноября 1867 года назначен членом главного военно-тюремного комитета. 1 января 1868 года произведен в вице-адмиралы.
По словам графа С. Д. Шереметева, князь Михаил Павлович был человек очень привлекательный, многообещающий, пользующийся особым расположением Александра II. В молодости он был кутила и человек увлекающийся, долгое время жил он с немецкой актрисой красавицей Bernsdorff, но потом порвал и женился, также по любви, и прожил очень счастливо, хотя и не долго. Умер в Петербурге от затвердения в левом паху, похоронен в Сергиевой пустыни.

## Жена

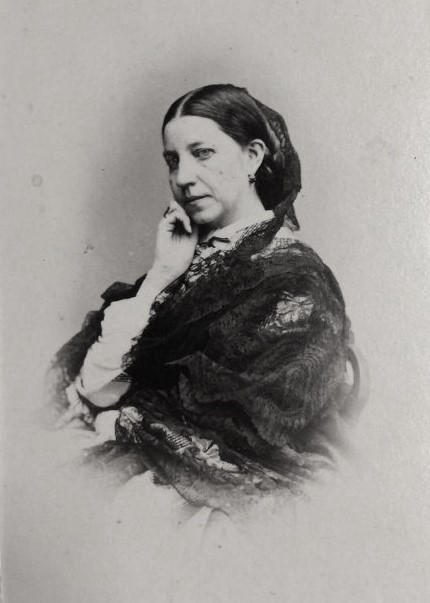
Александра Васильевна

Жена (с 13 ноября 1857 года) — графиня Александра Васильевна Гудович (29.10.1824—17.11.1901), дочь генерал-майора графа Василия Васильевича Гудовича от его брака с Александрой Григорьевной Энгельгардт. Вместе с сестрой Евдокией (второй женой графа А. И. Гендрикова) состояла фрейлиной двора императрицы Александры Фёдоровны. По словам А. Ф. Тютчевой, положение при дворе двух сестер Гудович было фальшиво. Они были протеже церемониймейстера И. А. Рибопьера и благодаря его протекции и целому ряду интриг им удалось утвердиться при дворе почти против желания императрицы. Их держали на расстоянии, и несмотря на их миловидность, кокетливость и вкрадчивость, им не удалось войти в круг близких к императрице лиц. Обе пользовались дурной репутацией при дворе, о них много сплетничали и клеветали, так рассказывали, что одна из них открыто афишировала безумную страсть к государю и падала в обморок при его появлении. Иного мнения о сестрах Гудович придерживалась фрейлина М. П. Фредерикс. По её словам, обе сестры были красавицы. «Алина Гудович   перенесли много горя при дворе, ради зависти к её положению и близости к императрице, а так же за ее необыкновенную красоту, но она все клеветы, возводимые на нее, переносили терпеливо, прощая своих врагов, потому что была религиозна и вполне благородна». «Живая, стройная, привлекательная и веселая дама, обращающая на себя внимание», графиня Гудович в довольно зрелом возрасте вышла замуж по любви за моряка князя Голицына, человека, близкого к Мраморному дворцу, и стала прекрасной женой. Овдовев, она была неутешна и сразу изменила свою жизнь. Она делила время между Сергиевой пустыней, где похоронен муж, и Нежинским имением села Володькова Девица в Черниговской губернии. В Петербурге её кружок составляли Г. П. Галаган, его сестра Мария с мужем графом П. Е. Комаровским, Кочубеи разных линий, Ребиндеры и сенатор Маркович. Господствующий малороссийский оттенок в салоне княгини Голицыной резко отделялся от общего петербургского светского типа. Умерла без потомства и похоронена рядом с мужем в Сергиевой пустыни.